# 721 Tabora
721 Tabora eller 1911 MZ är en asteroid i huvudbältet, som upptäcktes 18 oktober 1911 av den tyske astronomen Franz H. Kaiser i Heidelberg. Den är uppkallad efter ångaren Tabora.
Asteroiden har en diameter på ungefär 74 kilometer och den tillhör asteroidgruppen Cybele.